# Скрыто в Америке
«Скрыто в Америке» (англ. Hidden in America) — телевизионная драма режиссёра Мартина Белла (англ. Martin Bell).

## Сюжет
«Скрыто в Америке» — фильм, снятый для американского телевидения, главной темой которого является проблема бедности в Соединенных Штатах. В основу сюжета положена история о том, как отец безуспешно пытается бороться с бедностью, чтобы содержать семью. Его гордость и оптимизм не позволяют ему обращаться за помощью в социальные службы. Но только до тех пор, пока не становится слишком поздно…
Фильм был номинирован на множество наград, включая премию Гильдии киноактёров США и премию «Эмми». Фильм вышел в эфир американского телевидения 1 декабря 1996 года, и был выпущен на DVD 8 февраля 2005 года.

## В ролях
- Бо Бриджес — Билл
- Брюс Дэвисон — Доктор Майкл Миллертон
- Шелтон Дэйн — Робби
- Джена Мэлоун — Уилла
- Элис Криге — Ди
- Джозеф Соммер (Josef Sommer) — Эдварт Миллертон
- Фрэнсис Макдорманд — Гас
- Джефф Бриджес — Винсент
- Аллегра Дентон (Allegra Denton) — Кэролайн
- Никки Гуаданьи — администратор больницы

## Награды
| Премия                         | Категория                                                   | Номинант                           | Результат |
| ------------------------------ | ----------------------------------------------------------- | ---------------------------------- | --------- |
| «Эмми»                         | Лучшая мужская роль в мини-сериале или фильме               | Бо Бриджес за роль Билла Янусона   | Номинация |
| «Эмми»                         | Лучшая женская роль второго плана в мини-сериале или фильме | Фрэнсис Макдорманд за роль Гас     | Номинация |
| «Эмми»                         | Лучшая операторская работа в мини-сериале или фильме        | Джеймс Р. Багдонас                 | Номинация |
| «Золотой глобус»               | Лучший мини-сериал или телефильм                            | Скрыто в Америке                   | Номинация |
| Премия «Спутник»               | Лучшая мужская роль — мини-сериал или телефильм             | Бо Бриджес за роль Билла Янусона   | Номинация |
| Премия «Спутник»               | Лучшая женская роль — мини-сериал или телефильм             | Джена Мэлоун за роль Уиллы Янусон  | Номинация |
| Премия Гильдии киноактёров США | Лучшая мужская роль в телефильме или мини-сериале           | Бо Бриджес за роль Билла Янусона   | Номинация |
| Премия Гильдии сценаристов США | Лучший оригинальный сценарий                                | Питер Сильверман и Майкл Де Гузман | Номинация |
| «Молодой актёр»                | Лучшая роль молодого актёра в телефильме или мини-сериале   | Шелтон Дэйн за роль Робби Янунсон  | Номинация |